# Józef Sołdryk
Józef Sołdryk – polski bokser, trener.

## Życiorys
Podjął treningi bokserskie w 1942. Łącznie stoczył 336 walk. Na początku grudnia 1946 startując w barwach WKS Lublinianki zdobył w Lublinie mistrzostwo Pierwszego Kroku w wadze lekkiej  pokonując na punkty Sadowskiego z Garbarni Kraków. W tym czasie jednocześnie był także piłkarzem Lublinianki Ib, grając na pozycji pomocnika.
Pod koniec kariery zawodniczej, zakończonej w 1962, podjął pracę trenerską. W 1949 ukończył kurs instruktora pięściarstwa, w 1963 uzyskał uprawnienia trenera II klasy, a w 1963 ukończył kurs trenera I klasy na AWF w Warszawie. Od końca lat 40. pracował w Spójni Ziębice (II liga), następnie od 1960 był szkoleniowcem w Stali Mielec, gdzie był zatrudniony aż do czasu rozwiązania tamtejszej sekcji pięściarskiej (1970), po czym ponownie trenował w Ziębicach. W Ziębicach trenował bokserów Mariana Kasprzyka, Tadeusza Walaska, wraz z drużyną osiągnął mistrzostwo II ligi, jednak wskutek reorganizacji drużynę nie dopuszczono do najwyższej klasy rozgrywkowej. Po kilku latach przerwy latem 1983 został trenerem sekcji pięściarskiej Stali Sanok, wówczas występujących drużynowo w II lidze (na stanowisku trenera zastąpił Tadeusza Nowakowskiego, przejął drużynę w trakcie przerwy w rozgrywkach). W pierwszej połowie 1984 zrezygnował z pracy w Sanoku i powrócił do Mielca (drużyna Stali w 1984 została zdegradowana z II ligi).